# 大網藩
大網藩（おおあみはん）は、明治維新期の短期間、上総国山辺郡大網村（現在の千葉県大網白里市大網）に藩庁を置いて存在した藩。1869年、羽前国長瀞藩が分領であった大網に移転して成立したが、1871年に常陸国龍ヶ崎（現在の茨城県龍ケ崎市）に転出して龍ヶ崎藩となった。

## 歴史

### 前史
幕末期の長瀞藩は、出羽国村山郡長瀞（現在の山形県東根市大字長瀞）に陣屋を構える1万1000石の小大名であったが、所領は出羽国・上総国・下総国に分散していた。米津政敏は慶応元年（1865年）に藩主となるが、定府の大名であり、藩士の多くも江戸に詰めていた。慶応4年/明治元年（1868年）の戊辰戦争において、長瀞周辺は庄内藩軍と新政府軍の戦場となり長瀞陣屋を焼失（天童の戦い参照）、また関東の飛び地領には旧幕府脱走兵が入り込み金品や食糧を要求するなど、藩政は混乱状態に陥った。

### 大網への移転と大網藩の成立
明治2年（1869年）春、長瀞藩士は東京を引き払い「一藩残らず」大網村に移転した。大網村は村高2622石（旧高旧領取調帳）・戸数520（上総国村高帳）という大きな村で、多数の領主に分割支配される相給の村であった。米津氏はこのうち1000石余を領しており、支配関係の上で密接な関係を持っていた。大網が移転地とされたのもこうした事情による。なお、大網村（大網宿）にはこれより先、明治元年（1868年）12月16日に安房上総知県事の柴山典（文平）が移っており、宮谷の本国寺に知県事役所を置いて、房総の旧幕府領・旗本領の統治にあたっていた（宮谷県）。

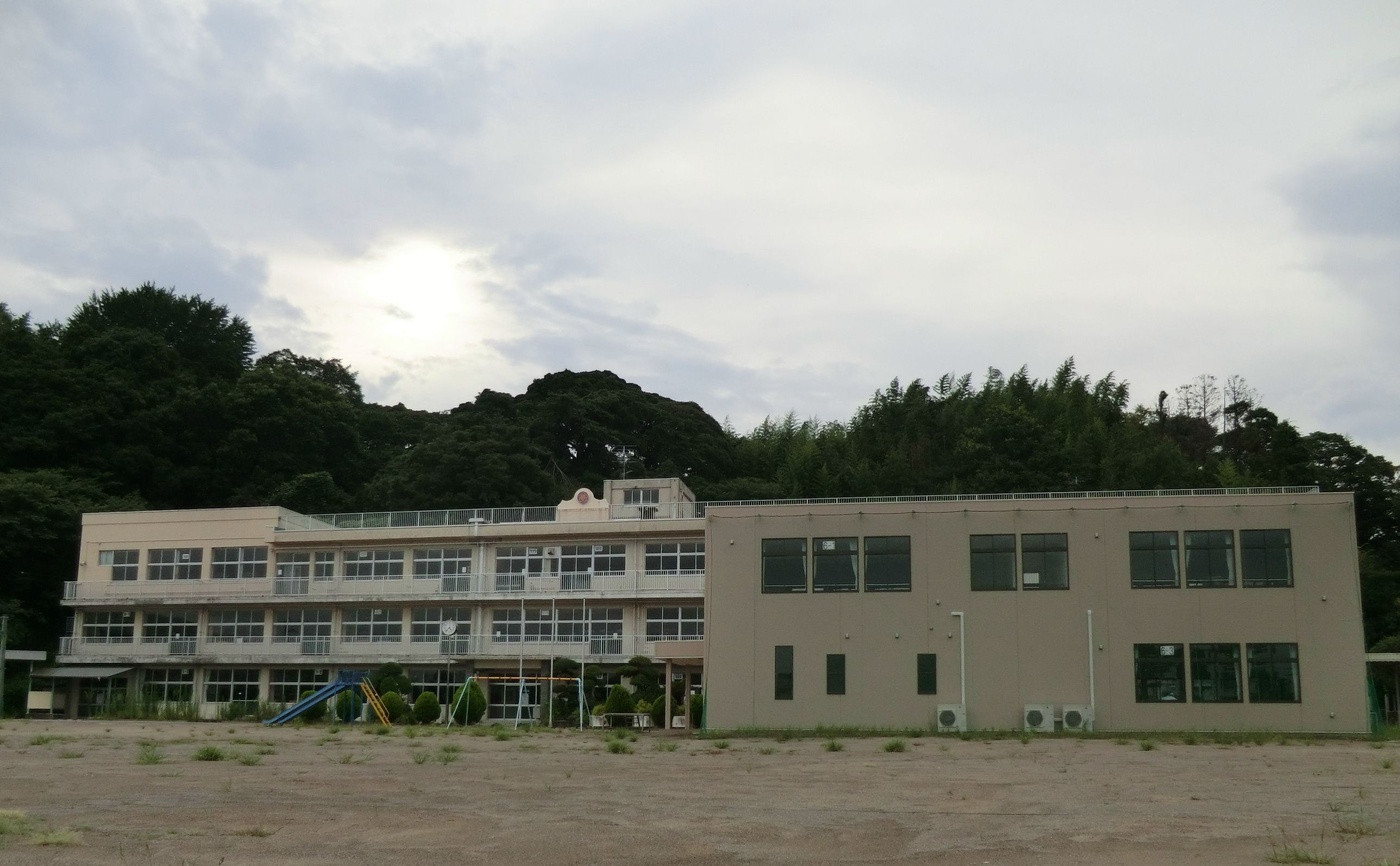
陣屋跡に建てられたと伝えられる旧大網小学校（2012年8月撮影）。背後は中世大網城のあった丘。

明治2年（1869年）6月に版籍奉還を経て知藩事に任命された政敏は、8月に太政官の事務局である弁官に、政敏が大網に「暫時」移住し、長瀞へは執政の者を派遣することの願いを出して許可された。次いで10月22日付で藩の本拠を大網に移転して「大網藩知事」とするよう願いを出し、11月2日付で許可された。これにより大網藩が立藩する。大網藩は仮藩庁を大網村の蓮照寺に置き、中世の大網城付近で陣屋の建設に着手した。大網白里市立大網小学校の旧校地がその場所であると伝えられる。
明治3年（1870年）4月、大網藩は弁官を通して政府に、分散した支配地をまとめるよう要望を出している。
幕末以来、米津氏の領地（管轄地）については混乱が続いていた。慶応3年（1867年）、当時の長瀞藩は武蔵国埼玉郡内の領地を上地し、その代地として安房国朝夷郡白浜村（現在の南房総市白浜町）が与えられることとなったものの、実際の郷村引き渡しが行われないまま幕府が瓦解し、白浜村は宮谷県管轄地に組み入れられていた。明治3年（1870年）10月8日の太政官達により羽前国内の大網藩管轄地（4486石余）は山形県の管轄に移すことが指示され、10月29日に引き渡しが行われたが、代地については後日沙汰するとされた。大網藩は12月8日付の弁官宛て願書において、藩の財政が困難である状況を訴え、至急代地を与えられるよう嘆願している。
同年12月24日付の太政官達により、上地された羽前国村山郡の管轄地、および旧幕府時代に上地された武蔵国埼玉郡内の元領地（合計5119石余）の代地が宮谷県管轄地内から与えられることとなり、上総国山辺郡内の諸村（合計5111石余）を大網藩に渡すよう宮谷県に通達された。しかし明治4年（1871年）2月8日に山辺郡大網村などの宮谷県への移管が命じられた。これについて、一つの村に大網藩庁と宮谷県庁が置かれることで民政にも差支えがあるという事情も挙げられた。大網藩には羽前国村山郡の管轄地・武蔵国埼玉郡の元領地に加え上総国山辺郡の管轄地の代地として、常陸国河内郡龍ヶ崎村など6か村（合計6173石余）が与えられることなった。

### 龍ヶ崎への移転
明治4年（1871年）2月15日、政敏は常陸国河内郡龍ヶ崎村（現在の茨城県龍ケ崎市）に藩庁を移した。明治4年（1871年）2月17日（新暦4月6日）、太政官布告「大網藩龍崎藩ト改称候事」により、大網藩は龍ヶ崎藩に改名した。これにより「大網藩」は1年3か月で消滅した。

## 歴代知藩事

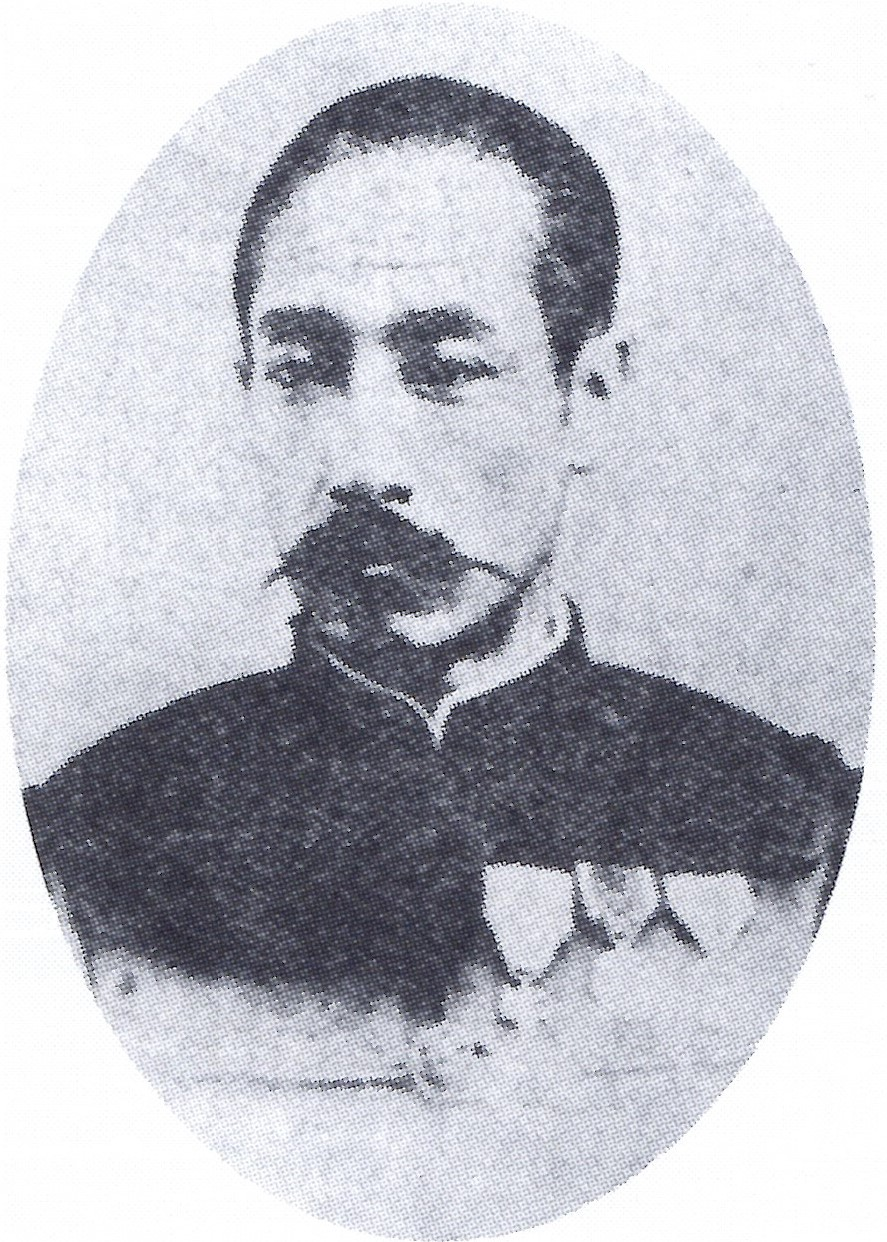
米津政敏

米津家
- 1万石

1. 米津政敏（まさとし） 従五位下 伊勢守

## 領地
『旧高旧領取調帳』では国ごとに旧高調査年度が違うため、旧領名として「長瀞藩」「竜ヶ崎藩」を挙げるものが混在する（「大網藩」の記載はない）。
『旧高旧領取調帳』データベースにおいて、旧領名を「長瀞藩」「竜ヶ崎藩」とするものを参考に掲げる。「長瀞藩」とする諸村の「旧高」は合計約8251石、「竜ヶ崎藩」とする諸村の「旧高」は合計約3418石で、合計は約1万1670石である。
- 羽前国
  - 村山郡のうち - 4村
    - 長瀞村（現在の山形県東根市）、六沢村、上野畑村、原田村（以上、現在の尾花沢市）。旧領名「長瀞藩領分」→旧県名「酒田県」
- 常陸国
  - 真壁郡のうち - 2村
    - 川澄村、横島村（以上、現在の茨城県下館市）。旧領名「竜ヶ崎藩領分」→旧県名「竜ヶ崎県」
- 下総国
  - 豊田郡のうち - 4村
    - 新堀村、大園木村、羽子村（以上、現在の茨城県下妻市）。旧領名「長瀞藩」→常陸知県事に編入。

  - 千葉郡のうち - 1村
    - 桑橋村（現在の千葉県八千代市）。旧領名「長瀞藩」→下総知県事に編入。

  - 埴生郡のうち - 1村
    - 取香村（現在の成田市）。旧領名「長瀞藩」→下総知県事に編入。
- 上総国
  - 長柄郡のうち - 2村
    - 弓渡村、谷本村（以上、現在の千葉県茂原市）。旧領名「長瀞藩」→安房上総知県事に編入。

  - 武射郡のうち - 3村
    - 白升村、菱田村（以上、現在の千葉県山武郡芝山町）、蕪木村（現在の山武市）。旧領名「長瀞藩」→安房上総知県事に編入。

  - 山辺郡のうち - 3村
    - 南飯塚村、大網村、荻福田新田（以上、現在の大網白里市）。旧領名「長瀞藩」→安房上総知県事（宮谷県）に編入。
- 武蔵国
  - 多摩郡のうち - 6村
    - 前沢村、神山村、門前村（以上、現在の東京都東久留米市）、下代継村、上代継村、乙津村（以上、現在のあきる野市）。旧領名「竜ヶ崎藩領分」→旧県名「竜ヶ崎県」

  - 埼玉郡のうち - 3村
    - 上崎村（現在の埼玉県加須市）、下村君村、発戸村（以上、現在の羽生市）。旧領名「竜ヶ崎藩領分」→旧県名「竜ヶ崎県」

  - 新座郡のうち - 2村
    - 小榑村（現在の東京都練馬区）、片山村（現在の埼玉県新座市）。旧領名「竜ヶ崎藩領分」→旧県名「竜ヶ崎県」